# Enrique z Malakki
Enrique z Malakki – członek wyprawy Magellana i jego tłumacz, bywa wskazywany jako prawdopodobny pierwszy człowiek, który opłynął glob ziemski.
Według testamentu Magellana Enrique miał pochodzić z Malakki, natomiast według Pigafetty, kronikarza Magellana, pochodzić miał z Sumatry. Gines de Mafra, jeden z marynarzy, stwierdził, że Magellan zabrał rodowitego Malajczyka, ponieważ potrzebował jego umiejętności językowych. Język malajski był używany w komunikacji międzyetnicznej w obrębie Archipelagu Malajskiego i obejmował swym zasięgiem zarówno Malakkę, jak i Sumatrę .
W 1511 roku został zakupiony przez Magellana jako niewolnik w Malakce i ochrzczony jako Enrique. Miał wtedy prawdopodobnie 14 lat. Towarzyszył odtąd Magellanowi w czasie jego wcześniejszych podróży do Malakki, był z nim podczas walk w Afryce, w czasie konfliktu Magellana z dworem portugalskim, a także został zabrany w podróż dookoła świata w 1519 roku na statku Trinidad. Magellan zawarł w swej ostatniej woli, że jego malajski tłumacz zostanie po jego śmierci wolnym człowiekiem. Ponadto miano mu wypłacić 10 tys. maravedów. Po przybyciu do wyspy Homonhon, należącej do wschodniej części archipelagu filipińskiego, Enrique nie rozumiał języka ich mieszkańców. Dopiero po przybyciu na wyspę Cebu Enrique zaczął rozumieć język. 
Pomimo testamentu Magellana, po jego śmierci pozostali kapitanowie statków odmówili uwolnienia Enrique, ponieważ potrzebowali go jako tłumacza. Ponadto kapitan Barbosa w ciężkich słowach obraził Enrique. Ten w zemście przekonał sułtana Humabonę, że Hiszpanie zamierzają go porwać. 1 maja 1522 roku sułtan zaprosił około trzydziestu Hiszpanów na ucztę i urządził im masakrę. Tylko dwóch zdołało zbiec na statek. 
Nic nie wiadomo o dalszych losach Enrique po 1 maja 1522 roku. Jeżeli udało mu się wrócić do domu przed lipcem 1522 roku, byłby pierwszym człowiekiem, który opłynął Ziemię.